# In utero
In utero是拉丁词汇，字面意思是“在子宫裡”。在生物学裡它常被用来描述胚胎或胎儿状态。法律上指未出生婴儿。